# Ешиль-Джами
Ешиль-Джами (Зелёная мечеть) — мечеть, которая была построена в 1764 году в Бахчисарае, по приказу любимого хана Герая. После убийства муллы была закрыта, служила монастырем дервишей и татарской школой. Сейчас не осталось даже развалин строения, на ее месте, вероятно, расположена кофейня.

## История

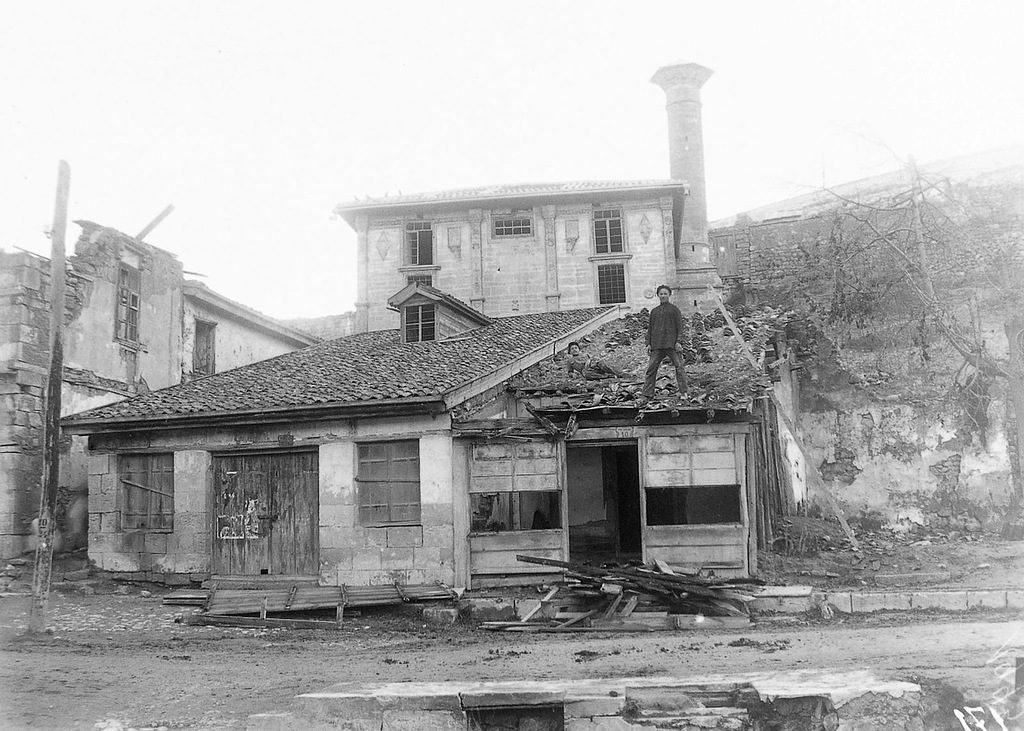
Фото мечети в полуразрушенном состоянии

История строительства мечети связано с легендой о несчастной любви крымского хана Крым Герая и распорядительнице двора Диляры Бикеч. Личность Диляры-Бикеч до сих пор остается вполне загадочной. Существует легенда, что перед смертью она просила ее похоронить в таком месте Бахчисарая, откуда было бы видно Ешиль-Джами. На противоположном склоне горы возле ее мавзолея хан создал известный Фонтан слёз.
«Ешиль-Джами» находилась напротив квартала Шах-Болат, с правой стороны Базарной улицы. Авторство мечети приписывается иранскому мастеру Омеру. М.Я. Гинзбург утверждал, что фрески не гармонировали с архитектурой здания, поэтому, возможно, мечеть имела несколько зодчих.
Согласно одной из версий, мечеть была закрыта после убийства ее имама. Позже здесь основали свой монастырь дервишей. В конце XIX век здесь была устроена татарская школа (мектеб). Во время бури 2 ноября 1854, вершина минарета обвалилась. Перед революцией были попытки найти финансирование реставрации мечети, которые не увенчались успехом. При советской власти директор Дворца Бахчисарая считал возможным ее восстановление. Во время немецкой оккупации здание было еще сильнее повреждено. В 1946 году мечеть разрушена городскими властями Бахчисарая.

## Архитектура

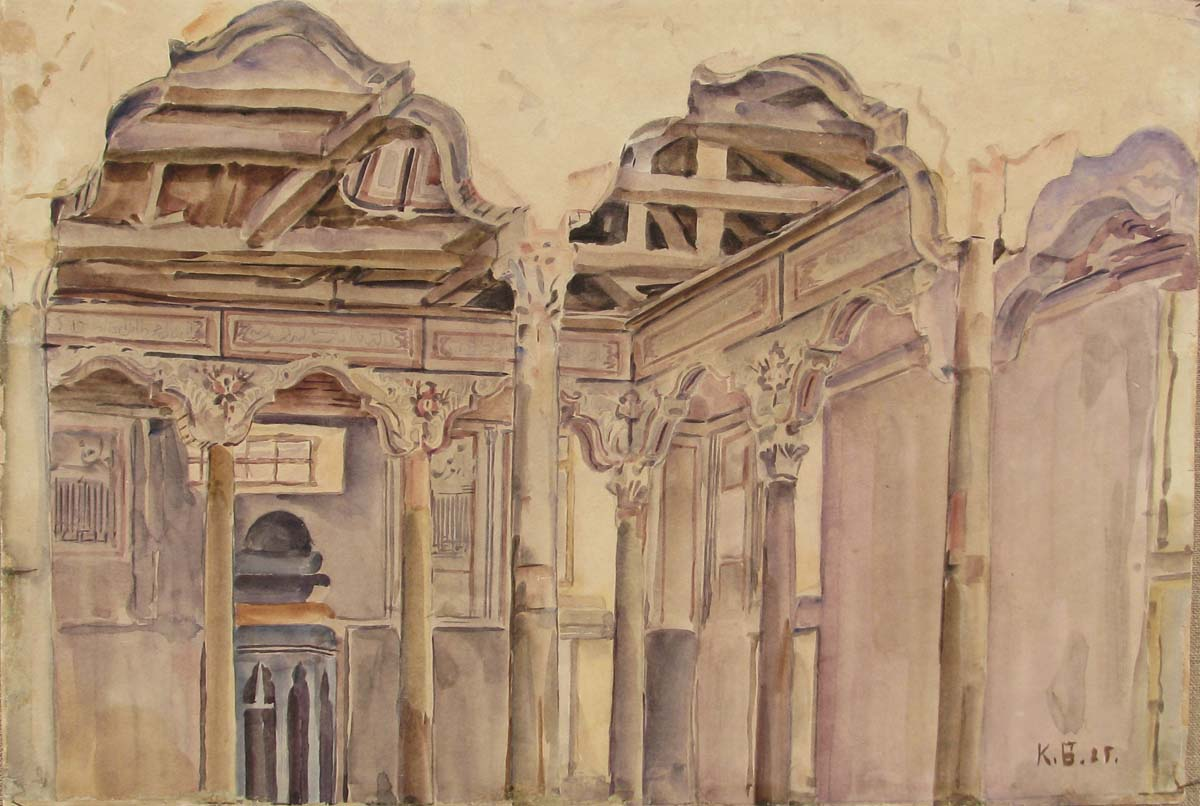
Интерьер мечети (рисунок К. Богаевского)

Ешиль-Джами была образцом османского искусства на крымском полуострове. В плане мечеть была правильной четырёхугольной с минаретом в северо-восточном углу. Имя ей дала черепичная поливной крыша зеленого цвета. Стены были из бутового камня, с карнизами и пилястрами. Мечеть была расписана как снаружи, так и внутри. Она освещалась окнами в два ряда. До входа во двор мечети вели каменные ступени.
Внутри был примечателен михраб со сталактитовой отделкой. Разнообразные растительные мотивы, элементы пейзажей и натюрмортов в росписях Омера изящно сочетались с каллиграфией высказываний из Корана.
Значительный художественный интерес представляли окна. Они были выложены мозаикой из кусочков разноцветного стекла, спаянных между собой алебастровыми рамками. Посередине мечети, с небольшого расписного купола в центре потолка спускалась люстра венецианского стекла тонкой работы. Мраморный пол был покрыт персидскими коврами. Деревянная резная кафедра, подсвечники и прочее были, вероятно, высокой художественной ценности.
Средняя часть помещения, в виде четырехугольного каре, отделялась от остальной части деревянной колоннадой, которая поддерживает ряд причудливых восточных арок. С северной стороны, на уровне верхних окон, до колоннады примыкали мафиль (хоры). Судя по тому, что хоры как-то аляповато были втиснуты в аркаду на вред архитектурной логики, можно предположить, что по первоначальному проекту автора их не было, и они принадлежат ко времени, когда в мечети был монастырь дервишей.